# Косач, Михаил Петрович
Михаил Петрович Косач (псевдоним Михаил Обачный и другие; 13 (25) июля 1869 года, Новоград-Волынский — 3 (16) октября 1903 года, Харьков) — украинский учёный-метеоролог, писатель, автор ряда рассказов, печатавшихся в периодике. Сын Петра Ко́сача и Олены Пчилки, брат Леси Украинки, Ольги Косач-Кривинюк и Исидоры Косач-Борисовой.

## Биография
Родился 13 (25) июля 1869 года в городе Новоград-Волынский (ныне — Звягель). Начальное образование получил от матери. Официальное образование начал с пятого класса Хелмской классической гимназии, которую окончил с серебряной медалью. С 1888 года — студент математического отделения физико-математического факультета Киевского университета, а с 1891 года учится в Дерптском университете. Одновременно увлекается литературой, а также фотографированием и этнографией. Печатает в галицких журналах новеллы под псевдонимом Михаил Обачный (рус. Осмотрительный). Защищает диссертацию по физике и преподает её и математику в Тартуской женской гимназии. Имел ряд технических изобретений, принимал участие в работе украинской общины в Тарту.
С 1901 года — приват-доцент кафедры физики и метеорологии Харьковского университета. Здесь расцвёл его талант организатора. Косач фактически стал основателем метеорологической службы на Харьковщине. Кроме того, преподавал общую физику в ветеринарном институте и в школе технического общества. Автор нескольких трудов по математике и физике, в частности: «Некоторые внимания к предсказания погоды Демчинским» и «Положение осевой линии в электрических циклонах».
Скончался 16 октября 1903 года от дизентерии на 35-м году жизни. Похоронен в Киеве на Байковом кладбище рядом с семьёй.

## Научные труды
- Катодные лучи и строенie матерiи профессоровъ Дж. Томсона и Пуанкаре. Научн. обозрѣнie, 1898. — Вып. 5. — № 6. — С. 1095—1103.
- Отражение свѣта внутри одноосныхъ кристалловъ. Х Съѣздъ русскихъ естествоиспытателей и врачей въ Кiевѣ, 21—31 августа 1898 г. — Дневникъ № 5. — С. 146—147.
- Отрицательное «Perpetuum mobile». Общераспространенная ошибка въ формулированіи постулата Клаузіуса // Научное обозрѣніе, 1898. — № 2. — 238—241.
- Отраженiе свѣта въ кристаллической одноосной средѣ // УЗЮУ, 1899. — Вып. 7. — № 3. — С. 1—40.
- К теории града // Метеорологический Вестник, 1902. — 12. — Вып. № 1. — С. 25—26.
- Непрерывный интегратор силы вѣтра и его энергія // Метеорологический Вестник, 1902. — Вып. 12. — № 1. — С. 7—28.
- Погода и предсказанія журнала «Климатъ». — Харьковъ: Паровая Типо-Литографія И. М. Варшавчика, 1902. — 12 с.
- Способы задержать снѣговую воду въ почве. (Южно-Русская сельско-хозяйственная газета. — Харьковъ, 1901. — № 18, 19) // Журнал Опытной Агрономии, 1902. — Вып. 2. — № 1. — 64—65.
- Опытъ Дэви и Флеминга надъ вращенiемъ электролитовъ въ магнитномъ полѣ (демонстрация) // Тр. ОФХН. Отчеты о засѣданiяхъ въ 1902 г.,1903.— Вып. 30. — № 4. — С. 50.
- Проектъ организаціи метеорологической сѣти въ Харьковской губерніи. (Доклады Харьков. губ. зем. упр. ХХXVIII губернск. Земскому Собранию по с.-х. Отдѣлу). — Харьковъ, 1902 // Журн. Опытн. Агрономии, 1903. — Вып. 4. — № 3. — 38+382 (реф. А. Португалова).
- Электролиты въ магнитномъ полѣ. Тр. ОФХН. Отчеты о засѣданiяхъ въ 1902 г., 1903. — ВЫп. 30. — № 2. — С. 22—24.
- Kossatsch М.Ueber eine Lucke in den Theorien der Warme und der Tem-peraturanderungen im Boden. Meteorologische Zeitschrift. 1902. — V. 37. — № 8.— P. 372—373.
- Kossatsch M. Die Lage der Troglinie in einer elliptischen Zyklonen // Meteorologische Zeitschrift, 1903. — V. 38. — № 8. — P. 337—341.

### Переводы
- Вальдо Фр. Современная метеорология. Очеркъ ея прошлаго и настоящаго / Пер. с англ. М. П. Косача. Подъ ред. Б. И. Срезневскаго. — С.-Пб.: Изданiе А. Ф. Деврiена, 1897. — 380 с.

## Литературная деятельность
Литературную деятельность начал переводами рассказов:
- Н. Гоголя: Вечерниці (Оповідання М. Гоголя) / Переклад Михайла Обачного й Лесі Українки; Під редакцією Олени Пчілки. Заходом М. Ткаченка [М. Павлика], 1885. Содержание: «Запропаща грамота» и «Зачароване місце»
- В. Короленко («В пасхальну ніч»),
- Г. Сенкевича,
- Фрэнсиса Брета Гарта.

Входил в литературный кружок «Плеяда». В журналах «Зоря» и «Житє і слово» опубликовал ряд рассказов:
- «Рождество под Крестом Южным» (1889);
- «На очаг прогресса» (1891);
- «Властелине мира», «Погибель мира», «Сны», «Бабочки», «Вурдалаки», «Гость», «Что?», «Некуда» (все 1894—1897) и другие.